# Hemitaurichthys polylepis
Hemitaurichthys polylepis là một loài cá biển thuộc chi Hemitaurichthys trong họ Cá bướm. Loài này được mô tả lần đầu tiên vào năm 1857.

## Từ nguyên
Từ định danh polylepis được ghép bởi hai âm tiết trong tiếng Hy Lạp cổ đại, polús (πολύς; "nhiều") và lepís (λεπίς; "vảy"), hàm ý đề cập đến số vảy đường bên của loài cá này được cho là nhiều nhất trong chi Chaetodon (chi ban đầu mà H. polylepis được xếp vào).

## Phạm vi phân bố và môi trường sống
Từ quần đảo Cocos (Keeling) và đảo Giáng Sinh, H. polylepis được phân bố trải dài về phía đông, băng qua vùng biển các nước Đông Nam Á và các đảo quốc thuộc châu Đại Dương đến quần đảo Line và quần đảo Pitcairn, ngược lên phía bắc đến vùng biển phía nam Nhật Bản, xa hơn là đến quần đảo Hawaii, giới hạn phía nam đến bờ đông Úc và đảo Rapa Iti.
Tại Việt Nam, H. polylepis được ghi nhận tại hòn Mun, hòn Nội và cù lao Câu (vịnh Nha Trang); quần đảo Hoàng Sa và quần đảo Trường Sa; và đảo đá ngoài khơi Bình Thuận.
H. polylepis sống trên khu vực sườn dốc của rạn viền bờ ở độ sâu khoảng từ 3 đến 60 m.

## Mô tả

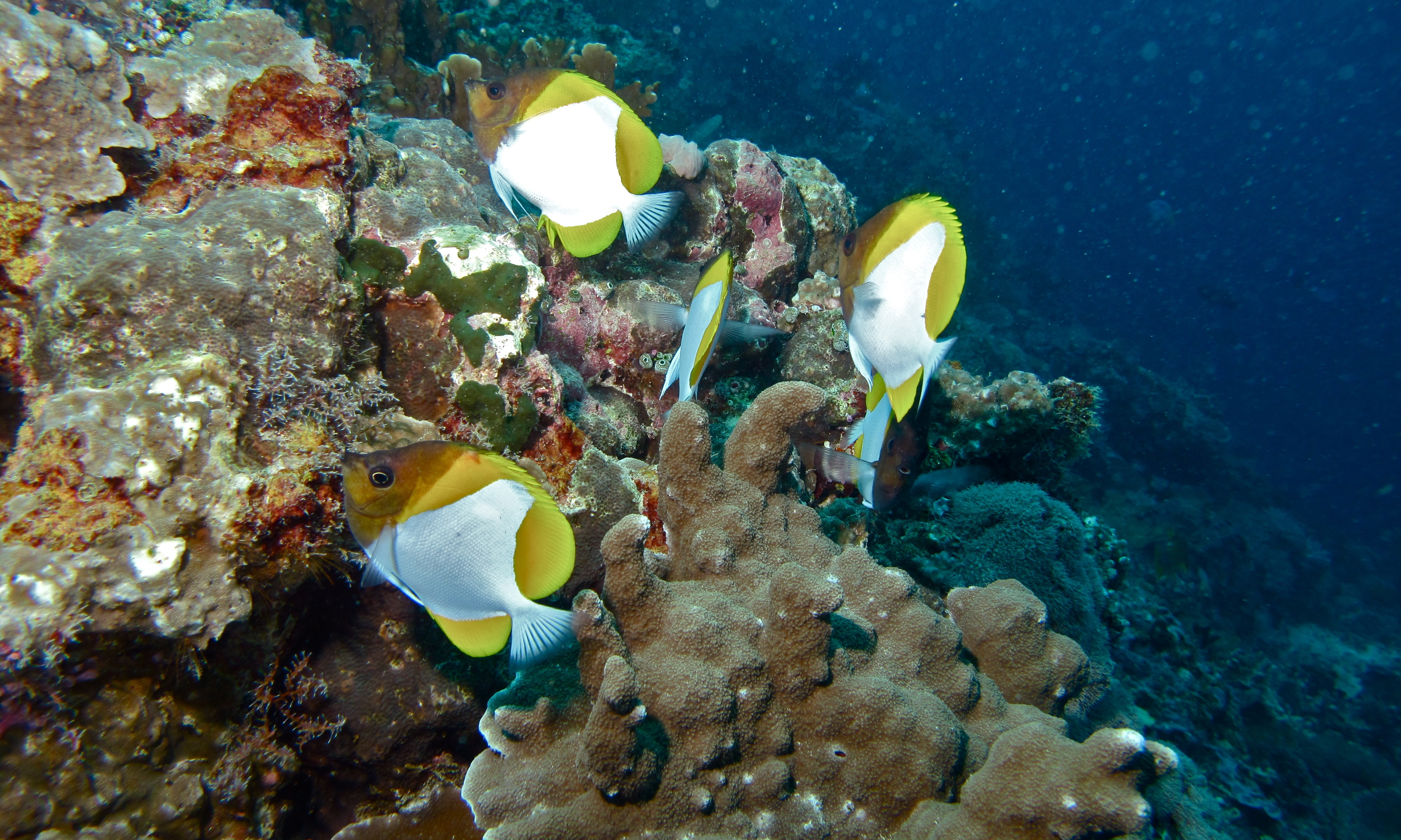
Một nhóm H. polylepis trên rạn san hô

Chiều dài lớn nhất được ghi nhận ở H. polylepis là 18 cm. Vùng thân của H. polylepis có màu trắng, bao gồm cuống và vây đuôi cũng như vây bụng, hẹp dần về phía lưng tạo thành hình dạng kim tự tháp (bắt nguồn cho tên thông thường của loài này). Vùng đầu màu nâu sẫm. Vùng thân còn lại cùng vây lưng và vây hậu môn có màu vàng.
Số gai ở vây lưng: 12; Số tia vây ở vây lưng: 23–26; Số gai ở vây hậu môn: 3; Số tia vây ở vây hậu môn: 20–21; Số tia vây ở vây ngực: 16–18; Số gai ở vây bụng: 1; Số tia vây ở vây bụng: 5; Số vảy đường bên: 68–74.

## Sinh thái học
Thức ăn chủ yếu của H. polylepis là sinh vật phù du. Chúng sống thành nhóm nhỏ và có thể hợp thành đàn lớn. H. polylepis có thể phát ra âm thanh nhờ vào bong bóng cá. Chúng phát âm thanh vào lúc hoàng hôn để thực hiện các màn tán tỉnh và thu hút bạn tình.
Những cá thể lai tạp giữa H. polylepis và Hemitaurichthys zoster đã được quan sát tại Indonesia, quần đảo Cocos (Keeling) và đảo Giáng Sinh. Ngoài ra, H. polylepis còn tạp giao với cả Hemitaurichthys thompsoni tại Hawaii.

## Thương mại
H. polylepis thường được xuất khẩu trong ngành buôn bán cá cảnh.